# Reg Noble
Pour les articles homonymes, voir Noble (homonymie).
Temple de la renommée : 1962
Edward Reginald Noble, dit Reg Noble, (né le 23 juin 1896 - mort le 19 janvier 1962) est un joueur professionnel canadien de hockey sur glace qui a joué dans la Ligue nationale de hockey.

## Biographie
Reg Noble faisait partie des meilleurs joueurs au cours des 15 premières saisons de la LNH, remportant la Coupe Stanley à trois reprises au cours d'une carrière qui l'a vu exceller en tant qu'attaquant dans ses premières années avant de devenir plus tard défenseur.
Originaire de Collingwood, en Ontario, Noble est devenu professionnel avec les Blueshirts de Toronto de l'Association nationale de hockey en 1916-17. Il a été affecté aux Canadiens de Montréal après la suspension de Toronto par la LNH, mais les Canadiens n'ont pas conservé ses droits lorsqu'ils ont rejoint la LNH à l'automne 1917, et Noble a signé avec les Arenas de Toronto.
En 1917-18, Noble a marqué 29 buts en 20 matchs de saison régulière avant d'aider les Arenas à vaincre les millionnaires de Vancouver de la Pacific Coast Hockey Association lors de la finale de la coupe Stanley.
Après avoir dégringoler à 10 buts en 1918-19, Noble a rebondi avec 24 buts en 1919-20. Deux saisons plus tard, il a marqué 17 buts pour Toronto, désormais rebaptisé St. Patricks, et a remporté la Coupe pour la deuxième fois de sa carrière après avoir de nouveau battu Vancouver en finale. Cependant, les St. Patrick ont échangé Noble aux Maroons de Montréal le 9 décembre 1924 et il a remporté la Coupe pour la troisième fois en 1926 lorsque les Maroons ont battu les Cougars de Victoria de la Ligue de hockey de l'Ouest en finale.
Le 4 octobre 1927, Montréal a vendu Noble, maintenant défenseur, aux Cougars de Détroit. Il est devenu un pilier à Detroit, où l'entraîneur / directeur général Jack Adams a refusé de croire qu'il était mauvais, et il a été nommé le deuxième capitaine de l'histoire de l'équipe de 1927 à 1930.
Mais le 9 décembre 1932, Noble a été échangé à Montréal, où il a été mauvais avec aucun but en 21 matchs pour les Maroons lors de sa dernière saison dans la LNH. 
Après avoir pris sa retraite avec 273 points (167 buts, 106 passes) en 510 matchs dans la LNH, Noble est revenu dans la LNH en tant qu'arbitre pendant deux saisons. 
Il a été intronisé au Temple de la renommée des Red Wings en 1944 et au Temple de la renommée du hockey en 1962. 
Noble est décédé le 19 janvier 1962 à l'âge de 65 ans

## Statistiques
| Saison     | Équipe               | Ligue      |     | PJ  | B   | A   | Pts | Pun |
| 1917-1918  | Arenas de Toronto    | LNH        | 20  | 30  | 10  | 40  | 35  |     |
| 1918-1919  | Arenas de Toronto    | LNH        | 17  | 10  | 5   | 15  | 35  |     |
| 1919-1920  | St. Pats de Toronto  | LNH        | 24  | 24  | 9   | 33  | 52  |     |
| 1920-1921  | St. Pats de Toronto  | LNH        | 24  | 19  | 8   | 27  | 54  |     |
| 1921-1922  | St. Pats de Toronto  | LNH        | 24  | 17  | 11  | 28  | 19  |     |
| 1922-1923  | St. Pats de Toronto  | LNH        | 24  | 12  | 11  | 23  | 47  |     |
| 1923-1924  | St. Pats de Toronto  | LNH        | 24  | 12  | 5   | 17  | 79  |     |
| 1924-1925  | St. Pats de Toronto  | LNH        | 3   | 1   | 0   | 1   | 8   |     |
| 1924-1925  | Maroons de Montréal  | LNH        | 27  | 8   | 11  | 19  | 56  |     |
| 1925-1926  | Maroons de Montréal  | LNH        | 33  | 9   | 9   | 18  | 96  |     |
| 1926-1927  | Maroons de Montréal  | LNH        | 43  | 3   | 3   | 6   | 112 |     |
| 1927-1928  | Cougars de Détroit   | LNH        | 44  | 6   | 8   | 14  | 63  |     |
| 1928-1929  | Cougars de Détroit   | LNH        | 43  | 6   | 4   | 10  | 52  |     |
| 1929-1930  | Cougars de Détroit   | LNH        | 43  | 6   | 4   | 10  | 72  |     |
| 1930-1931  | Falcons de Détroit   | LNH        | 44  | 2   | 5   | 7   | 42  |     |
| 1931-1932  | Falcons de Détroit   | LNH        | 48  | 3   | 3   | 6   | 72  |     |
| 1932-1933  | Red Wings de Détroit | LNH        | 5   | 0   | 0   | 0   | 16  |     |
| 1932-1933  | Maroons de Montréal  | LNH        | 20  | 0   | 0   | 0   | 15  |     |
| Totaux LNH | Totaux LNH           | Totaux LNH | 510 | 168 | 106 | 274 | 916 |     |

## Transactions
- 25 novembre 1916 - signé en tant qu'agent libre par Toronto (ANH)

- 11 février 1917 - assigné aux Canadiens de Montréal (ANH) par la ANH dans la dispersion des joueurs de Toronto (ANH)

- 5 décembre 1917 - signé comme joueur autonome par Toronto (LNH)

- 1er novembre 1921 - nommé entraîneur-joueur de Toronto (LNH).

- 1er novembre 1922 - démission de son poste d'entraîneur et de capitaine de Toronto (LNH)

- 9 décembre 1924 - échangé aux Maroons de Montréal par Toronto pour 8 000 $ (environ 119 912,09$ en 2021).

- 4 octobre 1927 - échangé à Detroit par les Maroons de Montréal pour 7 500 $(environ 112 417,58$ en 2021).

- 9 décembre 1932 - échangé aux Maroons de Montréal par Detroit pour John Gallagher.

Source: NHL.com - Players: Reg Noble